# Liste der Schleusen der Unstrut
Die Liste der Schleusen der Unstrut führt alle vorhandenen und ehemaligen Schleusen im Verlauf des Flusses  Unstrut und in den zur Verbesserung der Schifffahrt beziehungsweise aus hydrologischen Gründen künstlich angelegten und kanalartigen, Wasser der Unstrut führenden Seitenarmen auf. Die Namen nicht mehr vorhandener Schleusen sind kursiv geschrieben.
Die Unstrut ist ein etwa 192 km langer, linker Nebenfluss der Saale und deren wasserreichster Zufluss. Einzugsgebiet ist fast das gesamte Thüringer Becken nebst einem Teil der westlichen und nördlichen Randplatten, Teile des Südharzes und kleinere Teile des nördlichen Thüringer Waldes. Bei den Rekonstruktions- und Sanierungsarbeiten an den Unstrutschleusen wurden die Belange des Denkmalschutzes berücksichtigt. Die Staustufen Artern und Ritteburg mit ihren Schleusen befinden sich auf dem Territorium des Freistaates Thüringen. Die Kilometrierung erfolgt zu Berg, entgegen der Fließrichtung des Flusses.

## Geschichte
Voraussetzung für die Aufnahme des Schiffsverkehrs auf der Unstrut im April 1795 zwischen Bretleben (km 78,5) und der Mündung in die Saale waren im Zeitraum von 1791 bis 1795 u. a. der Bau von 12 Schleusen zwischen Artern (km 65,0) und Freyburg (km 5,2) sowie Maßnahmen des Flussausbaues (Verbreiterungen und Vertiefungen). Die Hauptabmessungen der Schleusen betrugen: Torbreiten zwischen 5,52 m und 5,65 m sowie Kammerlängen zwischen 50,50 m und 51,50 m. Möglich war der Verkehr von Schiffen bis 150 t Tragfähigkeit. Noch im 20. Jh. betrugen lt. Bekanntmachung vom 30. Dezember 1936 die zulässigen Schiffsabmessungen auf der Unstrut 5,50 m Breite und 44,50 m Länge. Ab 1826 war durch den weiteren Ausbau der Saale der durchgängige Schiffsverkehr von Artern/Unstrut bis Halle/Saale möglich.

## Schleusen
Anmeldung per Telefon
| Ort                                      | Name der Schleuse                       | Wasserstraßenkilometer | Abmessungen (Kammerlänge / Torweite / Kammerbreite / Fallhöhe) | Verkehrsfreigabe / Baujahr / Sanierung / Umbau                                    | Schleusenbild bzw. Flussbild ungefähre ehemalige Lage | Koordinaten (ungefähre Lage nicht mehr vorhandener Schleusen) |
| ---------------------------------------- | --------------------------------------- | ---------------------- | -------------------------------------------------------------- | --------------------------------------------------------------------------------- | ----------------------------------------------------- | ------------------------------------------------------------- |
| Artern                                   | Schleuse Artern                         | Unstrut 61,00          | L ca. 50,00 m / B 5,45 m / Fallhöhe 1,60 m                     | 1791 bis 1793                                                                     | [ 2 ]                                                 | 51° 21′ 42″ N, 11° 17′ 7″ O                                   |
| Kalbsrieth                               | Schleuse Ritteburg                      | Unstrut 57,50          | L ca. 46,00 m / B 5,20 m / B m / Fallhöhe 1,25 m               | 1791 bis 1794, 1986 stillgelegt, Sanierungsbeginn 2000, Wiedereröffnung Juli 2002 |                                                       | 51° 20′ 52″ N, 11° 19′ 21″ O                                  |
| Schönewerda                              | Schleuse Schönewerda                    | Unstrut ca. 53         | L ca. 46,00 m / B 5,20 m / B ca. 6,00 m / Fallhöhe ? m         | 1792 bis 1794, in den 1960ern abgebrochen                                         |                                                       | 51° 19′ 17″ N, 11° 21′ 57″ O                                  |
| Roßleben                                 | Schleuse Roßleben                       | Unstrut                | L ca. 46,00 m / B 5,20 m                                       | 1794, in den 1960ern abgebrochen                                                  | Unstrut in Roßleben                                   | 51° 17′ 42″ N, 11° 25′ 17″ O                                  |
| Wendelstein (Memleben)                   | Schleuse Wendelstein                    | Unstrut 44,60          | L ca. 46,00 m / B 5,50 m / B m / Fallhöhe 1,80 m               |                                                                                   | Schleuse Wendelstein                                  | 51° 16′ 31″ N, 11° 28′ 2″ O                                   |
| Nebra                                    | Schleuse Nebra                          | Unstrut ca. 37,10      | L ca. 46,00 m / B 5,50 m                                       | 1791 bis 1794, abgebrochen                                                        | Unstrut in Nebra                                      | 51° 17′ 12″ N, 11° 34′ 41″ O                                  |
| Querfurt OT Vitzenburg                   | Schleuse Vitzenburg                     | Unstrut                | L ca. 46,00 m / B 5,50 / Fallhöhe (unbekannt)                  |                                                                                   |                                                       | 51° 17′ 52″ N, 11° 34′ 22″ O                                  |
| Karsdorf                                 | Schleuse Karsdorf, bis 1936/37 Carsdorf | Unstrut 25,80          | L ca. 46,00 m / B 5,50 m / B m / Fallhöhe ? m                  | 1791 begonnen, am 16. November 1793 eingeweiht, in den 1960ern abgebrochen        |                                                       | 51° 16′ 59″ N, 11° 39′ 0″ O                                   |
| Laucha an der Unstrut, (Burgscheidungen) | Schleuse Tröbsdorf                      | Unstrut 20,70          | L ca. 46,00 m / B 5,50 m / B m / Fallhöhe ca. 1,00 m           | 1822, Umbau 1882/83                                                               |                                                       | 51° 14′ 53″ N, 11° 37′ 56″ O                                  |
| Laucha an der Unstrut                    | Schleuse Laucha                         | Unstrut 13,30          | L ca. 46,00 m / B 5,20 m / B m / Fallhöhe ? m                  | 1791 bis 1794                                                                     | Schleuse Laucha                                       | 51° 13′ 34″ N, 11° 40′ 38″ O                                  |
| Freyburg                                 | Schleuse Zeddenbach                     | Unstrut 6,70           | L ca. 50,50 m / B 5,52 m / B ca. 6,00 m / Fallhöhe 1,60 m      | 1791 bis 1794                                                                     |                                                       | 51° 12′ 42″ N, 11° 44′ 37″ O                                  |
| Freyburg                                 | Schleuse Freyburg                       | Unstrut 5,20           | L 50,67 m / B 5,65 m / Fallhöhe ? m                            | 1791 bis 1795, in den 1960ern stillgelegt, Wiedereröffnung 27. November 1995      | Schleuse Freyburg                                     | 51° 12′ 35″ N, 11° 46′ 7″ O                                   |